# Gamla riksdagshuset

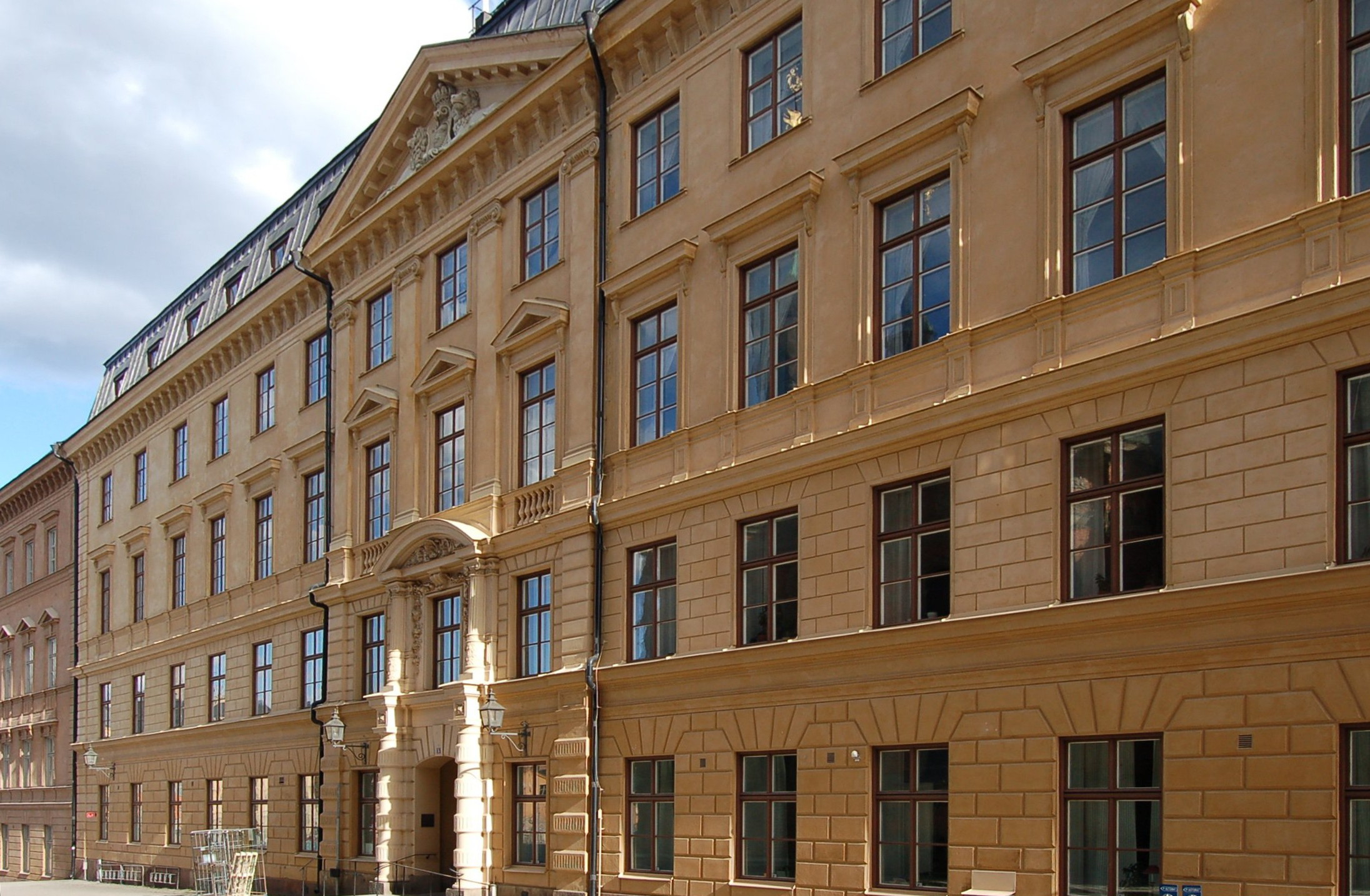
Gamla riksdagshusets fasad mot Birger Jarls torg, mittemot Riddarholmskyrkan.

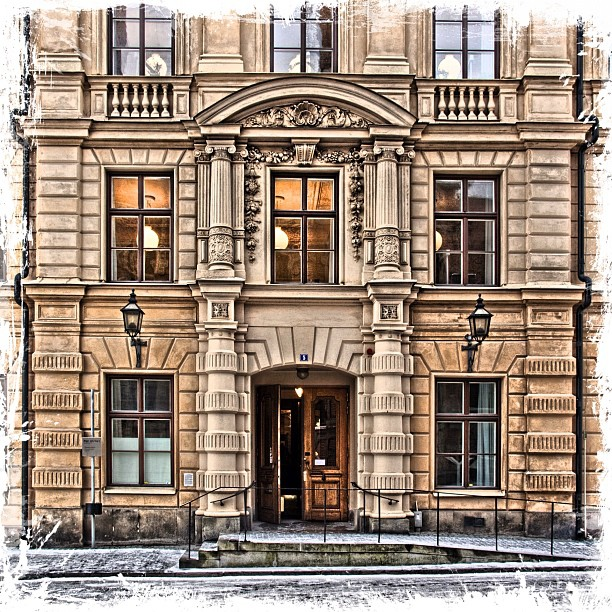
Husets port med risalit mot Birger Jarls torg från 1865.

Gamla riksdagshuset. även benämnt som Riksens ständers hus,  är en byggnad i stadsdelen Riddarholmen i Stockholm. Adressen är Birger Jarls torg 5. Byggnadens namn härrör från tiden som säte för Sveriges riksdag. Den inhyser idag Kammarrätten i Stockholm.

## Tidigare byggnader
Byggnadens äldsta delar härstammar från Gråbrödraklostret i Stockholm, nuvarande Riddarholmskyrkan. Då klostret ännu var aktivt utgjorde delar av Gamla riksdagshuset den länga som avgränsade klostergården mot öst. Delar av klostrets nedre våningar finns fortfarande kvar i källaren där även ursprunglig rumsindelning går att beskåda. Efter att klostret stängdes 1527 fick byggnaden en tid fungera som sjukstuga. Fastigheten har därefter använts för krigsmanshus, tukthus, myntverk, barnhus och skolor av olika slag. Det var även stadens första fängelse. Under 1600-talet skedde tillbyggnader och huset blev privatbostad åt riksrådet friherre Bengt Horn. Nu kom byggnaden att bestå av en huvudlänga och två kortare och lägre flyglar mot vattnet. Under 1700-talet påbyggdes hela komplexet och fick nya tak. Från 1794 huserade Riksgäldskontoret i lokalerna.

## Riksdag

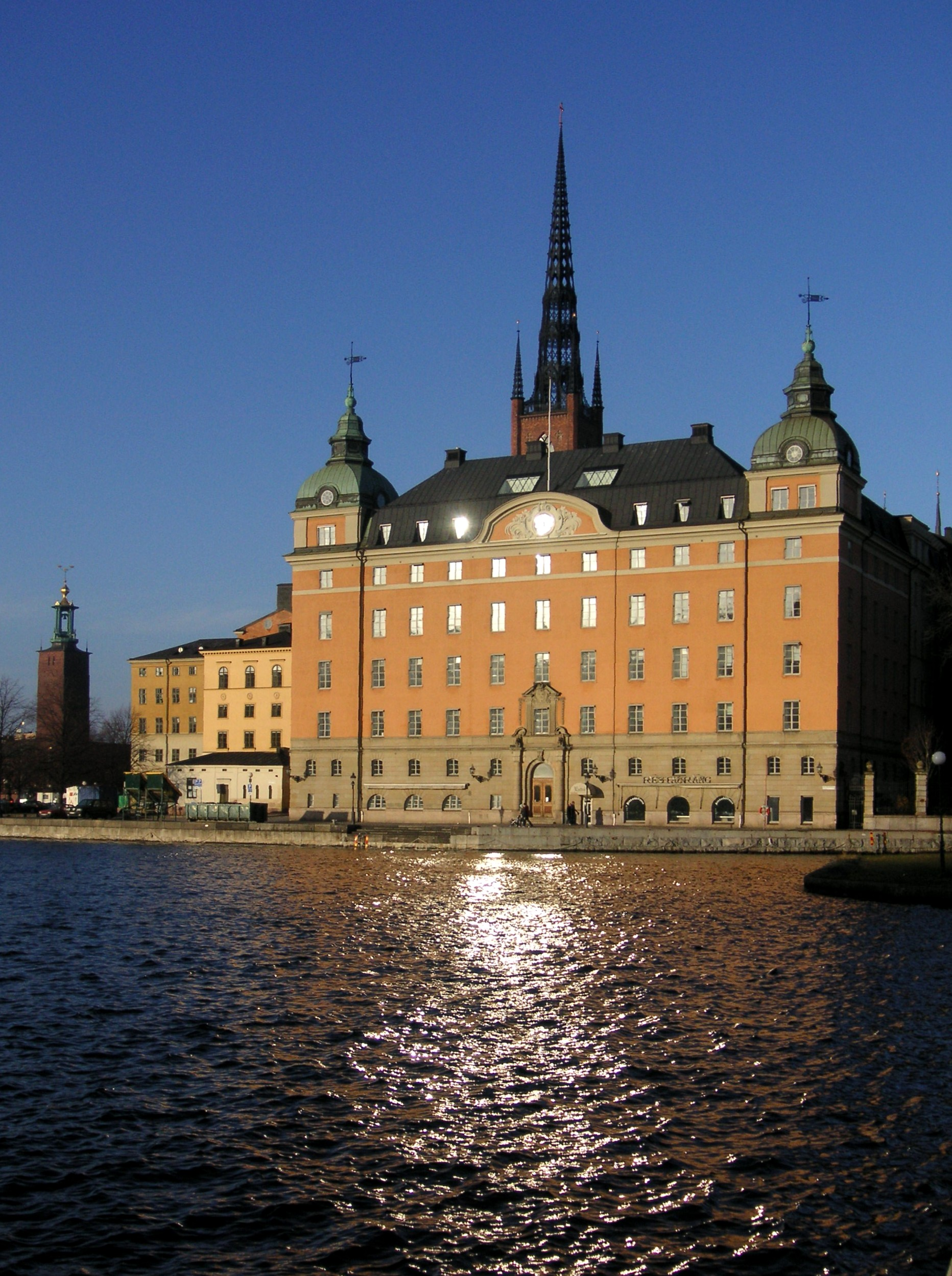
Aron Johanssons tillbyggnad till gamla riksdagshuset som utgör fasad mot sjösidan i söder. Stadshusets och Riddarholmskyrkans torn syns i bakgrunden. Byggnaden tillkom först 1911 då riksdagen redan flyttat till Helgeandsholmen.

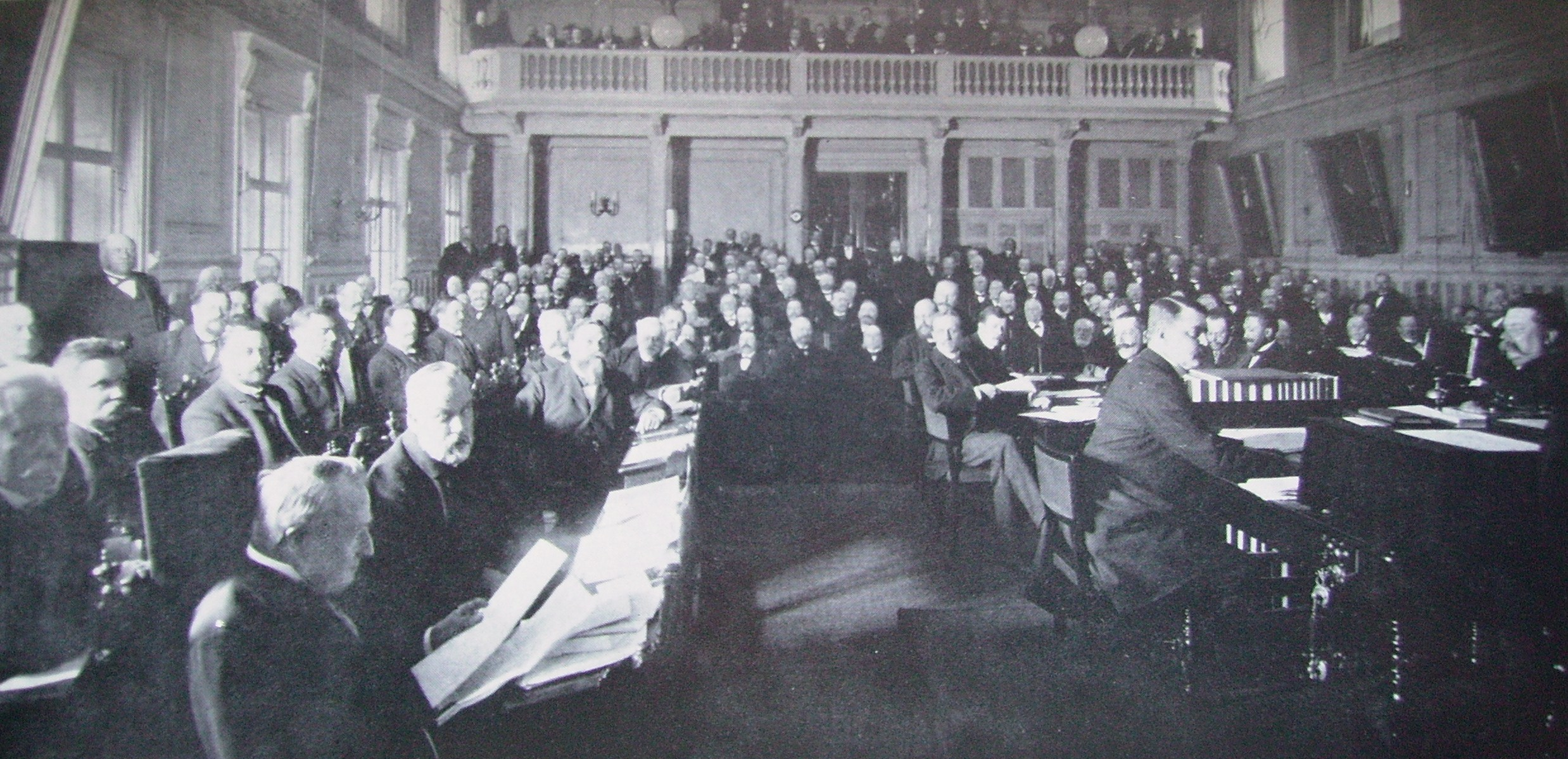
Andra kammaren i gamla riksdagshuset 1904.

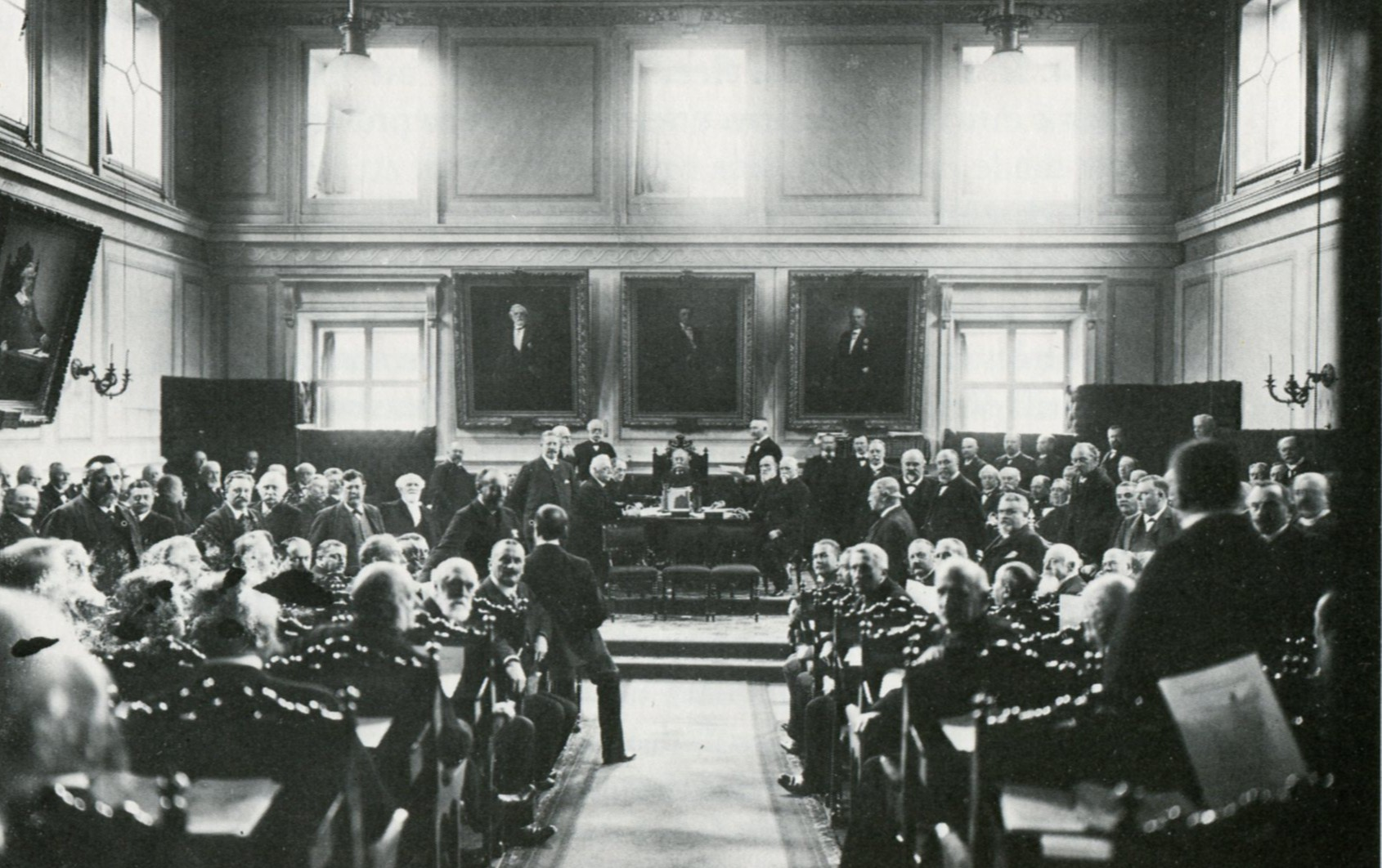
Första kammaren i gamla riksdagshuset 1900.

År 1834 blev det Riksens ständers hus där präste-, borgar- och bondeständerna höll till. Tidigare hade de olika stånden sammanträtt på olika platser, prästeståndet vid Själakoret i Storkyrkan, borgarståndet i Stockholms rådhus och därefter i Börshuset på samma plats vid Stortorget, samt bondeståndet i Vårfrugillets hus i Gamla stan (fram till 1755). Adeln hade sedan 1600-talet sina sammanträden i Riddarhuset. Ständerna möttes gemensamt i så kallat plenum plenorum i Rikssalen på Stockholms slott fram till ståndsriksdagens avskaffande.
Då Sverige 1866 fick tvåkammarriksdag gjordes huset om till riksdagshus av arkitekt Johan Fredrik Åbom. Ytterligare ett våningsplan byggdes och det intilliggande Hebbeska huset kom även det att tillhöra Riksdagen. Huset förblev riksdagshus för Sveriges riksdag till 1905, då det nya riksdagshuset på Helgeandsholmen stod färdigt. Därefter har byggnaden använts som ämbetshus för olika statliga myndigheter, bland andra Kommerskollegium. År 1911 gjordes en tillbyggnad, varvid fasaden mot sjösidan med sina två torn tillkom. Arkitekt var då Aron Johansson.

## Annan användning av begreppet
Under den första tiden av enkammarriksdag (1970–1983) då riksdagen provisoriskt huserade i Kulturhuset vid Sergels torg i Stockholm, kallades ofta det nuvarande riksdagshuset för ”gamla riksdagshuset” och den del av Kulturhuset där riksdagen fanns kallades ”nya riksdagshuset”.